# أدولف برنهارد ماركس
أدولف برنهارد ماركس (بالألمانية: Adolf Bernhard Marx)‏ هو مؤرخ موسيقى ‏ وكاتب ومؤلف وملحن ألماني، ولد في 15 مارس 1795 في هاله في ألمانيا، وتوفي في 17 مايو 1866 في برلين في ألمانيا.

## وصلات خارجية
- أدولف برنهارد ماركس على موقع ميوزك برينز (الإنجليزية)